# Pacifiška divizija (NHL)
Pacifiška divizija NHL lige je ena od treh divizij, ki sestavljajo Zahodno konferenco. Ustanovljena je bila leta 1993 kot del preureditve lige. Pacifiška divizija je naslednica divizije Smythe, čeprav sta od sedanjih ekip v Pacifiški diviziji v diviziji Smythe igrali le Los Angeles Kings in San Jose Sharks. 
Pacifiška divizija je zgoščena okoli severozahoda ZDA. Tri moštva prihajajo iz Kalifornije, ena iz Arizone in ena iz Teksasa. 
Dallas Stars je osvojil največ naslovov v Pacifiški diviziji - 5. Trije zmagovalci Stanleyevega pokala prihajajo iz Pacifiške divizije: Colorado Avalanche (1995/96), Dallas Stars (1998/99) in Anaheim Ducks (2006/07). 

## Trenutna sestava
- Anaheim Ducks
- Dallas Stars
- Los Angeles Kings
- Phoenix Coyotes
- San Jose Sharks

## Trenutna lestvica
| Pacifiška divizija | OT | Z  | P  | PPP | GF  | GA  | TOČ |
| ------------------ | -- | -- | -- | --- | --- | --- | --- |
| x-San Jose Sharks  | 68 | 45 | 13 | 10  | 219 | 167 | 100 |
| Dallas Stars       | 69 | 33 | 28 | 8   | 199 | 211 | 74  |
| Anaheim Ducks      | 69 | 32 | 31 | 6   | 190 | 201 | 70  |
| Los Angeles Kings  | 68 | 29 | 29 | 10  | 179 | 199 | 68  |
| Phoenix Coyotes    | 69 | 28 | 35 | 6   | 168 | 212 | 62  |

## Zgodovina divizije

### 1993–1995
- Mighty Ducks of Anaheim
- Calgary Flames
- Edmonton Oilers
- Los Angeles Kings
- San Jose Sharks
- Vancouver Canucks

#### Spremembe od sezone 1992/93
- Pacifiška divizija je ustanovljena kot rezultat preureditve lige
- Mighty Ducks of Anaheim so bili dodani kot razširitveno moštvo
- Calgary Flames, Edmonton Oilers, Los Angeles Kings, San Jose Sharks in Vancouver Canucks izhajajo iz divizije Smythe

### 1995-1998
- Mighty Ducks of Anaheim
- Calgary Flames
- Colorado Avalanche
- Edmonton Oilers
- Los Angeles Kings
- San Jose Sharks
- Vancouver Canucks

#### Spremembe od sezone 1994/1995
- Quebec Nordiques so prestavljeni v Denver in postanejo Colorado Avalanche
- Colorado Avalanche pridejo iz Severovzhodne divizije

### 1998-2006
- Mighty Ducks of Anaheim
- Dallas Stars
- Los Angeles Kings
- Phoenix Coyotes
- San Jose Sharks

#### Spremembe od sezone 1997/1998
- Calgary Flames, Colorado Avalanche, Edmonton Oilers in Vancouver Canucks se preselijo v novo Severozahodno divizijo
- Dallas Stars in Phoenix Coyotes pridejo iz Centralne divizije

### 2006-trenutno
- Anaheim Ducks
- Dallas Stars
- Los Angeles Kings
- Phoenix Coyotes
- San Jose Sharks

#### Spremembe od sezone 2005/2006
- Mighty Ducks of Anaheim spremenijo ime v Anaheim Ducks

## Rezultati po sezonah
| Sezona  | 1.                | 2.                | 3.                | 4.                | 5.                | 6.                | 7.                |
| ------- | ----------------- | ----------------- | ----------------- | ----------------- | ----------------- | ----------------- | ----------------- |
| 1993/94 | Calgary (97)      | Vancouver (85)    | San Jose (82)     | Anaheim (71)      | Los Angeles (66)  | Edmonton (64)     |                   |
| 1994/95 | Calgary (55)      | Vancouver (48)    | San Jose (42)     | Los Angeles (41)  | Edmonton (38)     | Anaheim (37)      |                   |
| 1995/96 | Colorado (104)    | Calgary (79)      | Vancouver (79)    | Anaheim (78)      | Edmonton (68)     | Los Angeles (66)  | San Jose (47)     |
| 1996/97 | Colorado (107)    | Anaheim (85)      | Edmonton (81)     | Vancouver (77)    | Calgary (73)      | Los Angeles (67)  | San Jose (62)     |
| 1997/98 | Colorado (95)     | Los Angeles (87)  | Edmonton (80)     | San Jose (78)     | Calgary (67)      | Anaheim (65)      | Vancouver (64)    |
| 1998/99 | Dallas (114)      | Phoenix (90)      | Anaheim (83)      | San Jose (80)     | Los Angeles (69)  |                   |                   |
| 1999/00 | Dallas (102)      | Los Angeles (94)  | Phoenix (90)      | San Jose (87)     | Anaheim (83)      |                   |                   |
| 2000/01 | Dallas (106)      | San Jose (95)     | Los Angeles (92)  | Phoenix (90)      | Anaheim (66)      |                   |                   |
| 2001/02 | San Jose (99)     | Phoenix (95)      | Los Angeles (95)  | Dallas (90)       | Anaheim (69)      |                   |                   |
| 2002/03 | Dallas (111)      | Anaheim (95)      | Los Angeles (78)  | Phoenix (78)      | San Jose (73)     |                   |                   |
| 2003/04 | San Jose (104)    | Dallas (97)       | Los Angeles (81)  | Anaheim (76)      | Phoenix (68)      |                   |                   |
| 2004/05 | Sezona odpovedana | Sezona odpovedana | Sezona odpovedana | Sezona odpovedana | Sezona odpovedana | Sezona odpovedana | Sezona odpovedana |
| 2005/06 | Dallas (112)      | San Jose (99)     | Anaheim (98)      | Los Angeles (89)  | Phoenix (81)      |                   |                   |
| 2006/07 | Anaheim (110)     | San Jose (107)    | Dallas (107)      | Los Angeles (68)  | Phoenix (67)      |                   |                   |
| 2007/08 | San Jose (108)    | Anaheim (102)     | Dallas (97)       | Phoenix (83)      | Los Angeles (71)  |                   |                   |

- Zelena barva označuje moštva, ki so se kvalificirala v končnico

## Zmagovalci Stanleyevega Pokala
1. 1996 - Colorado Avalanche
2. 1999 - Dallas Stars
3. 2007 - Anaheim Ducks

## Naslovi Pacifiške divizije po moštvih
| Moštvo             | Število naslovov | Zadnji naslov |
| ------------------ | ---------------- | ------------- |
| Dallas Stars       | 5                | 2006          |
| San Jose Sharks    | 3                | 2008          |
| Colorado Avalanche | 3                | 1998          |
| Calgary Flames     | 2                | 1995          |
| Anaheim Ducks      | 1                | 2007          |